# غوستا غراندين
غوستا غراندين (بالسويدية: Gösta Grandin)‏ هو منافس ألعاب قوى سويدي، ولد في 10 نوفمبر 1908، وتوفي في 4 سبتمبر 1990.

## وصلات خارجية
- غوستا غراندين على موقع أوليمبيديا (الإنجليزية)
- غوستا غراندين على موقع اللجنة الأولمبية السويدية (السويدية)